# Porto assegnato
Il termine porto assegnato è di uso comune in italiano per designare una spedizione di merci, normalmente camionistica, con pagamento del trasporto a carico del destinatario.

## Caratteristiche
Si tratta di un termine usato talvolta e impropriamente anche nel caso di spedizioni internazionali, dove le rese del trasporto sono invece codificate dall'Incoterms e la resa maggiormente assimilabile è la Ex Works. Il termine ad esso contrario è porto franco.

## La consegna delle merci
L'indicazione relativa viene apposta sul DDT (Documento di trasporto) accompagnante la spedizione e vincola il soggetto che accetta il contratto di spedizione a richiedere ogni suo compenso al destinatario indicato sul documento stesso. Nel caso di trasporto a mezzo vettore è prassi che tali competenze vengano richieste contestualmente alla consegna del materiale, presentando una regolare fattura, fatto salvo il caso che il destinatario stesso sia un cliente abituale con accordi contrattuali specifici per le merci in porto assegnato.
In abbinamento la consegna della merce può essere vincolata al pagamento della stessa al latore e nel momento stesso dell'arrivo; tale clausola aggiuntiva è indicata come contro assegno e deve essere completata con l'indicazione esatta della cifra da riscuotere.